# Férfi kosárlabdatorna a 2024. évi nyári olimpiai játékokon
A 2024. évi nyári olimpiai játékokon a férfi kosárlabdatornát július 27. és augusztus 10. között rendezték. A csoportmérkőzéseket Lille-ben a Stade Pierre-Mauroyban játszották, az egyenes kieséses mérkőzéseket pedig Párizsban, az Accor Arenában.

## Résztvevők
| Esemény                                          | Dátum                             | Helyszín                           | Kvóta | Kvóta   | Kvalifikált csapatok   |
| ------------------------------------------------ | --------------------------------- | ---------------------------------- | ----- | ------- | ---------------------- |
| Rendező                                          | —                                 | —                                  | 1     | 1       | Franciaország (FRA)    |
| 2023-as világbajnokság                           | 2023. augusztus 25–szeptember 10. | Fülöp-szigetek · Indonézia · Japán | 7     | Afrika  | Dél-Szudán (SSD)       |
| 2023-as világbajnokság                           | 2023. augusztus 25–szeptember 10. | Fülöp-szigetek · Indonézia · Japán | 7     | Amerika | Kanada (CAN)           |
| 2023-as világbajnokság                           | 2023. augusztus 25–szeptember 10. | Fülöp-szigetek · Indonézia · Japán | 7     | Amerika | Egyesült Államok (USA) |
| 2023-as világbajnokság                           | 2023. augusztus 25–szeptember 10. | Fülöp-szigetek · Indonézia · Japán | 7     | Ázsia   | Japán (JPN)            |
| 2023-as világbajnokság                           | 2023. augusztus 25–szeptember 10. | Fülöp-szigetek · Indonézia · Japán | 7     | Európa  | Németország (GER)      |
| 2023-as világbajnokság                           | 2023. augusztus 25–szeptember 10. | Fülöp-szigetek · Indonézia · Japán | 7     | Európa  | Szerbia (SRB)          |
| 2023-as világbajnokság                           | 2023. augusztus 25–szeptember 10. | Fülöp-szigetek · Indonézia · Japán | 7     | Óceánia | Ausztrália (AUS)       |
| 2024-es férfi kosárlabda olimpiai selejtezőtorna | 2024. július 2-7.                 | Valencia                           | 1     | 1       | Spanyolország (ESP)    |
| 2024-es férfi kosárlabda olimpiai selejtezőtorna | 2024. július 2-7.                 | Riga                               | 1     | 1       | Brazília (BRA)         |
| 2024-es férfi kosárlabda olimpiai selejtezőtorna | 2024. július 2-7.                 | Pireusz                            | 1     | 1       | Görögország (GRE)      |
| 2024-es férfi kosárlabda olimpiai selejtezőtorna | 2024. július 2-7.                 | San Juan                           | 1     | 1       | Puerto Rico (PUR)      |
| Összesen                                         |                                   |                                    | 12    | 12      |                        |

## Formátum
A 12 csapatot három csoportba osztották. A csoportok első két helyezettje és a két legjobb harmadik helyezett továbbjut a negyeddöntőbe. Az egyenes kieséses szakaszba jutott csapatokat rangsorolják, négy kalapba osztják és sorosolást tartanak a párosítások meghatározásához. A negyeddöntőtől egyenes kieséses rendszerben folytatódik a torna.

## Sorsolás
A csoportok sorsolását 2024. március 19-én tartották a FIBA székházában, a svájci Miesben.
Kiemelés
| 1. kalap                                         | 2. kalap                          | 3. kalap                               | 4. kalap                           |
| ------------------------------------------------ | --------------------------------- | -------------------------------------- | ---------------------------------- |
| - Egyesült Államok - Spanyolország - Németország | - Szerbia - Ausztrália - Brazília | - Kanada - Franciaország - Puerto Rico | - Görögország - Japán - Dél-Szudán |

## Csoportkör

### A csoport
| Hely. | Csapat              | M | Gy | V | P+  | P–  | Pk  | P | Továbbjutás |
| ----- | ------------------- | - | -- | - | --- | --- | --- | - | ----------- |
| 1.    | Kanada (CAN)        | 3 | 3  | 0 | 267 | 247 | +20 | 6 | Negyeddöntő |
| 2.    | Ausztrália (AUS)    | 3 | 1  | 2 | 246 | 250 | −4  | 4 | Negyeddöntő |
| 3.    | Görögország (GRE)   | 3 | 1  | 2 | 233 | 241 | −8  | 4 | Negyeddöntő |
| 4.    | Spanyolország (ESP) | 3 | 1  | 2 | 249 | 257 | −8  | 4 |             |

1. 1 2  Ausztrália 71–77 Görögország

| 2024. július 27. 11:00 | Ausztrália (AUS)                         | 92–80     | Spanyolország (ESP) | Stade Pierre-Mauroy, Lille Nézőszám: 26 991 Játékvezetők: Gatis Saliņš (LAT), Omar Bermúdez (MEX), Juan Fernández (ARG) |
| 2024. július 27. 11:00 | (31–21, 18–21, 20–18, 23–20) Jegyzőkönyv |           |                     | Stade Pierre-Mauroy, Lille Nézőszám: 26 991 Játékvezetők: Gatis Saliņš (LAT), Omar Bermúdez (MEX), Juan Fernández (ARG) |
| 2024. július 27. 11:00 | Landale 20                               | Pont      | Aldama 27           | Stade Pierre-Mauroy, Lille Nézőszám: 26 991 Játékvezetők: Gatis Saliņš (LAT), Omar Bermúdez (MEX), Juan Fernández (ARG) |
| 2024. július 27. 11:00 | Landale 9                                | Lepattanó | Garuba 7            | Stade Pierre-Mauroy, Lille Nézőszám: 26 991 Játékvezetők: Gatis Saliņš (LAT), Omar Bermúdez (MEX), Juan Fernández (ARG) |
| 2024. július 27. 11:00 | Giddey 8                                 | Gólpassz  | Brown 7             | Stade Pierre-Mauroy, Lille Nézőszám: 26 991 Játékvezetők: Gatis Saliņš (LAT), Omar Bermúdez (MEX), Juan Fernández (ARG) |

| 2024. július 27. 21:00 | Görögország (GRE)                        | 79–86     | Kanada (CAN)         | Stade Pierre-Mauroy, Lille Nézőszám: 26 421 Játékvezetők: Roberto Vázquez (PUR), Johnny Batista (PUR), Wojciech Liszka (POL) |
| 2024. július 27. 21:00 | (22–26, 16–22, 22–20, 19–18) Jegyzőkönyv |           |                      | Stade Pierre-Mauroy, Lille Nézőszám: 26 421 Játékvezetők: Roberto Vázquez (PUR), Johnny Batista (PUR), Wojciech Liszka (POL) |
| 2024. július 27. 21:00 | Antetokúnmpo 34                          | Pont      | Barrett 23           | Stade Pierre-Mauroy, Lille Nézőszám: 26 421 Játékvezetők: Roberto Vázquez (PUR), Johnny Batista (PUR), Wojciech Liszka (POL) |
| 2024. július 27. 21:00 | Mitoglou 8                               | Lepattanó | Olynyk 6             | Stade Pierre-Mauroy, Lille Nézőszám: 26 421 Játékvezetők: Roberto Vázquez (PUR), Johnny Batista (PUR), Wojciech Liszka (POL) |
| 2024. július 27. 21:00 | Calathes 7                               | Gólpassz  | Gilgeous-Alexander 7 | Stade Pierre-Mauroy, Lille Nézőszám: 26 421 Játékvezetők: Roberto Vázquez (PUR), Johnny Batista (PUR), Wojciech Liszka (POL) |

| 2024. július 30. 11:00 | Spanyolország (ESP)                      | 84–77     | Görögország (GRE) | Stade Pierre-Mauroy, Lille Nézőszám: 26 980 Játékvezetők: Ademir Zurapović (BIH), Mārtiņš Kozlovskis (LAT), Julio Anaya (PAN) |
| 2024. július 30. 11:00 | (21–22, 28–13, 13–21, 22–21) Jegyzőkönyv |           |                   | Stade Pierre-Mauroy, Lille Nézőszám: 26 980 Játékvezetők: Ademir Zurapović (BIH), Mārtiņš Kozlovskis (LAT), Julio Anaya (PAN) |
| 2024. július 30. 11:00 | Aldama 19                                | Pont      | Antetokúnmpo 27   | Stade Pierre-Mauroy, Lille Nézőszám: 26 980 Játékvezetők: Ademir Zurapović (BIH), Mārtiņš Kozlovskis (LAT), Julio Anaya (PAN) |
| 2024. július 30. 11:00 | Aldama 12                                | Lepattanó | Antetokúnmpo 11   | Stade Pierre-Mauroy, Lille Nézőszám: 26 980 Játékvezetők: Ademir Zurapović (BIH), Mārtiņš Kozlovskis (LAT), Julio Anaya (PAN) |
| 2024. július 30. 11:00 | Brown 10                                 | Gólpassz  | Calathes 7        | Stade Pierre-Mauroy, Lille Nézőszám: 26 980 Játékvezetők: Ademir Zurapović (BIH), Mārtiņš Kozlovskis (LAT), Julio Anaya (PAN) |

| 2024. július 30. 13:30 | Kanada (CAN)                             | 93–83     | Ausztrália (AUS) | Stade Pierre-Mauroy, Lille Nézőszám: 26 980 Játékvezetők: Yohan Rosso (FRA), Johnny Batista (PUR), Takaki Kato (JPN) |
| 2024. július 30. 13:30 | (26–28, 19–21, 27–21, 21–13) Jegyzőkönyv |           |                  | Stade Pierre-Mauroy, Lille Nézőszám: 26 980 Játékvezetők: Yohan Rosso (FRA), Johnny Batista (PUR), Takaki Kato (JPN) |
| 2024. július 30. 13:30 | Barrett 24                               | Pont      | Giddey 19        | Stade Pierre-Mauroy, Lille Nézőszám: 26 980 Játékvezetők: Yohan Rosso (FRA), Johnny Batista (PUR), Takaki Kato (JPN) |
| 2024. július 30. 13:30 | Powell 9                                 | Lepattanó | Landale 12       | Stade Pierre-Mauroy, Lille Nézőszám: 26 980 Játékvezetők: Yohan Rosso (FRA), Johnny Batista (PUR), Takaki Kato (JPN) |
| 2024. július 30. 13:30 | Barrett, Murray 5                        | Gólpassz  | Giddey 6         | Stade Pierre-Mauroy, Lille Nézőszám: 26 980 Játékvezetők: Yohan Rosso (FRA), Johnny Batista (PUR), Takaki Kato (JPN) |

| 2024. augusztus 2. 13:30 | Ausztrália (AUS)                        | 71–77     | Görögország (GRE) | Stade Pierre-Mauroy, Lille Nézőszám: 26 850 Játékvezetők: Roberto Vázquez (PUR), Mārtiņš Kozlovskis (LAT), Johnny Batista (PUR) |
| 2024. augusztus 2. 13:30 | (24–25, 12–28, 14–9, 21–15) Jegyzőkönyv |           |                   | Stade Pierre-Mauroy, Lille Nézőszám: 26 850 Játékvezetők: Roberto Vázquez (PUR), Mārtiņš Kozlovskis (LAT), Johnny Batista (PUR) |
| 2024. augusztus 2. 13:30 | Landale 17                              | Pont      | Antetokounmpo 20  | Stade Pierre-Mauroy, Lille Nézőszám: 26 850 Játékvezetők: Roberto Vázquez (PUR), Mārtiņš Kozlovskis (LAT), Johnny Batista (PUR) |
| 2024. augusztus 2. 13:30 | Giddey 11                               | Lepattanó | három játékos 7   | Stade Pierre-Mauroy, Lille Nézőszám: 26 850 Játékvezetők: Roberto Vázquez (PUR), Mārtiņš Kozlovskis (LAT), Johnny Batista (PUR) |
| 2024. augusztus 2. 13:30 | Daniels 8                               | Gólpassz  | Calathes 8        | Stade Pierre-Mauroy, Lille Nézőszám: 26 850 Játékvezetők: Roberto Vázquez (PUR), Mārtiņš Kozlovskis (LAT), Johnny Batista (PUR) |

| 2024. augusztus 2. 17:15 | Kanada (CAN)                             | 88–85     | Spanyolország (ESP) | Stade Pierre-Mauroy, Lille Nézőszám: 26 133 Játékvezetők: Ademir Zurapović (BIH), Julio Anaya (PAN), Gatis Saliņš (LAT) |
| 2024. augusztus 2. 17:15 | (19–19, 30–19, 15–18, 24–29) Jegyzőkönyv |           |                     | Stade Pierre-Mauroy, Lille Nézőszám: 26 133 Játékvezetők: Ademir Zurapović (BIH), Julio Anaya (PAN), Gatis Saliņš (LAT) |
| 2024. augusztus 2. 17:15 | Gilgeous-Alexander 20                    | Pont      | Brizuela 17         | Stade Pierre-Mauroy, Lille Nézőszám: 26 133 Játékvezetők: Ademir Zurapović (BIH), Julio Anaya (PAN), Gatis Saliņš (LAT) |
| 2024. augusztus 2. 17:15 | Brooks, Murray 4                         | Lepattanó | Aldama 11           | Stade Pierre-Mauroy, Lille Nézőszám: 26 133 Játékvezetők: Ademir Zurapović (BIH), Julio Anaya (PAN), Gatis Saliņš (LAT) |
| 2024. augusztus 2. 17:15 | Murray 6                                 | Gólpassz  | három játékos 4     | Stade Pierre-Mauroy, Lille Nézőszám: 26 133 Játékvezetők: Ademir Zurapović (BIH), Julio Anaya (PAN), Gatis Saliņš (LAT) |

### B csoport
| Hely. | Csapat                  | M | Gy | V | P+  | P–  | Pk  | P | Továbbjutás |
| ----- | ----------------------- | - | -- | - | --- | --- | --- | - | ----------- |
| 1.    | Németország (GER)       | 3 | 3  | 0 | 268 | 221 | +47 | 6 | Negyeddöntő |
| 2.    | Franciaország (FRA) (R) | 3 | 2  | 1 | 243 | 241 | +2  | 5 | Negyeddöntő |
| 3.    | Brazília (BRA)          | 3 | 1  | 2 | 241 | 248 | −7  | 4 | Negyeddöntő |
| 4.    | Japán (JPN)             | 3 | 0  | 3 | 251 | 293 | −42 | 3 |             |

| 2024. július 27. 13:30 | Németország (GER)                        | 97–77     | Japán (JPN)  | Stade Pierre-Mauroy, Lille Nézőszám: 26 991 Játékvezetők: Antonio Conde (ESP), Boris Krejić (SLO), Amy Bonner (USA) |
| 2024. július 27. 13:30 | (28–21, 24–23, 22–17, 23–16) Jegyzőkönyv |           |              | Stade Pierre-Mauroy, Lille Nézőszám: 26 991 Játékvezetők: Antonio Conde (ESP), Boris Krejić (SLO), Amy Bonner (USA) |
| 2024. július 27. 13:30 | F. Wagner 22                             | Pont      | Hacsimura 20 | Stade Pierre-Mauroy, Lille Nézőszám: 26 991 Játékvezetők: Antonio Conde (ESP), Boris Krejić (SLO), Amy Bonner (USA) |
| 2024. július 27. 13:30 | Theis 7                                  | Lepattanó | Hawkinson 11 | Stade Pierre-Mauroy, Lille Nézőszám: 26 991 Játékvezetők: Antonio Conde (ESP), Boris Krejić (SLO), Amy Bonner (USA) |
| 2024. július 27. 13:30 | Schröder 12                              | Gólpassz  | Kawamura 7   | Stade Pierre-Mauroy, Lille Nézőszám: 26 991 Játékvezetők: Antonio Conde (ESP), Boris Krejić (SLO), Amy Bonner (USA) |

| 2024. július 27. 17:15 | Franciaország (FRA)                     | 78–66     | Brazília (BRA)     | Stade Pierre-Mauroy, Lille Nézőszám: 26 766 Játékvezetők: Matthew Kallio (CAN), Luis Castillo (ESP), Carlos Peralta (ECU) |
| 2024. július 27. 17:15 | (15–23, 24–13, 18–9, 21–21) Jegyzőkönyv |           |                    | Stade Pierre-Mauroy, Lille Nézőszám: 26 766 Játékvezetők: Matthew Kallio (CAN), Luis Castillo (ESP), Carlos Peralta (ECU) |
| 2024. július 27. 17:15 | Batum, Wembanyama 19                    | Pont      | Felício, Meindl 14 | Stade Pierre-Mauroy, Lille Nézőszám: 26 766 Játékvezetők: Matthew Kallio (CAN), Luis Castillo (ESP), Carlos Peralta (ECU) |
| 2024. július 27. 17:15 | Wembanyama 9                            | Lepattanó | Felício 6          | Stade Pierre-Mauroy, Lille Nézőszám: 26 766 Játékvezetők: Matthew Kallio (CAN), Luis Castillo (ESP), Carlos Peralta (ECU) |
| 2024. július 27. 17:15 | Albicy 4                                | Gólpassz  | Santos 6           | Stade Pierre-Mauroy, Lille Nézőszám: 26 766 Játékvezetők: Matthew Kallio (CAN), Luis Castillo (ESP), Carlos Peralta (ECU) |

| 2024. július 30. 17:15 | Japán (JPN)                                    | 90–94 (h. u.) | Franciaország (FRA)    | Stade Pierre-Mauroy, Lille Nézőszám: 26 900 Játékvezetők: Matthew Kallio (CAN), Wojciech Liszka (POL), Blanca Burns (USA) |
| 2024. július 30. 17:15 | (25–32, 19–17, 20–20, 20–15, 6–10) Jegyzőkönyv |               |                        | Stade Pierre-Mauroy, Lille Nézőszám: 26 900 Játékvezetők: Matthew Kallio (CAN), Wojciech Liszka (POL), Blanca Burns (USA) |
| 2024. július 30. 17:15 | Kawamura 29                                    | Pont          | Wembanyama 18          | Stade Pierre-Mauroy, Lille Nézőszám: 26 900 Játékvezetők: Matthew Kallio (CAN), Wojciech Liszka (POL), Blanca Burns (USA) |
| 2024. július 30. 17:15 | Hawkinson, Vatanabe 8                          | Lepattanó     | Gobert 15              | Stade Pierre-Mauroy, Lille Nézőszám: 26 900 Játékvezetők: Matthew Kallio (CAN), Wojciech Liszka (POL), Blanca Burns (USA) |
| 2024. július 30. 17:15 | Kawamura 6                                     | Gólpassz      | Fournier, Wembanyama 6 | Stade Pierre-Mauroy, Lille Nézőszám: 26 900 Játékvezetők: Matthew Kallio (CAN), Wojciech Liszka (POL), Blanca Burns (USA) |

| 2024. július 30. 21:00 | Brazília (BRA)                           | 73–86     | Németország (GER) | Stade Pierre-Mauroy, Lille Nézőszám: 23 884 Játékvezetők: Antonio Conde (ESP), Omar Bermúdez (MEX), Gatis Saliņš (LAT) |
| 2024. július 30. 21:00 | (10–22, 30–18, 11–20, 22–26) Jegyzőkönyv |           |                   | Stade Pierre-Mauroy, Lille Nézőszám: 23 884 Játékvezetők: Antonio Conde (ESP), Omar Bermúdez (MEX), Gatis Saliņš (LAT) |
| 2024. július 30. 21:00 | Dos Santos 18                            | Pont      | Schröder 20       | Stade Pierre-Mauroy, Lille Nézőszám: 23 884 Játékvezetők: Antonio Conde (ESP), Omar Bermúdez (MEX), Gatis Saliņš (LAT) |
| 2024. július 30. 21:00 | Meindl 6                                 | Lepattanó | Voigtmann 8       | Stade Pierre-Mauroy, Lille Nézőszám: 23 884 Játékvezetők: Antonio Conde (ESP), Omar Bermúdez (MEX), Gatis Saliņš (LAT) |
| 2024. július 30. 21:00 | Dos Santos 8                             | Gólpassz  | Schröder 6        | Stade Pierre-Mauroy, Lille Nézőszám: 23 884 Játékvezetők: Antonio Conde (ESP), Omar Bermúdez (MEX), Gatis Saliņš (LAT) |

| 2024. augusztus 2. 11:00 | Japán (JPN)                              | 84–102    | Brazília (BRA) | Stade Pierre-Mauroy, Lille Nézőszám: 26 850 Játékvezetők: Matthew Kallio (CAN), Boris Krejić (SLO), Wojciech Liszka (POL) |
| 2024. augusztus 2. 11:00 | (20–31, 24–24, 29–22, 11–25) Jegyzőkönyv |           |                | Stade Pierre-Mauroy, Lille Nézőszám: 26 850 Játékvezetők: Matthew Kallio (CAN), Boris Krejić (SLO), Wojciech Liszka (POL) |
| 2024. augusztus 2. 11:00 | Hawkinson 26                             | Pont      | Caboclo 33     | Stade Pierre-Mauroy, Lille Nézőszám: 26 850 Játékvezetők: Matthew Kallio (CAN), Boris Krejić (SLO), Wojciech Liszka (POL) |
| 2024. augusztus 2. 11:00 | Hawkinson 10                             | Lepattanó | Caboclo 17     | Stade Pierre-Mauroy, Lille Nézőszám: 26 850 Játékvezetők: Matthew Kallio (CAN), Boris Krejić (SLO), Wojciech Liszka (POL) |
| 2024. augusztus 2. 11:00 | Kawamura 10                              | Gólpassz  | Huertas 8      | Stade Pierre-Mauroy, Lille Nézőszám: 26 850 Játékvezetők: Matthew Kallio (CAN), Boris Krejić (SLO), Wojciech Liszka (POL) |

| 2024. augusztus 2. 21:00 | Franciaország (FRA)                     | 71–85     | Németország (GER)      | Stade Pierre-Mauroy, Lille Nézőszám: 26 860 Játékvezetők: Antonio Conde (ESP), Juan Fernández (ARG), Andrés Bartel (URU) |
| 2024. augusztus 2. 21:00 | (18–24, 9–24, 19–21, 25–16) Jegyzőkönyv |           |                        | Stade Pierre-Mauroy, Lille Nézőszám: 26 860 Játékvezetők: Antonio Conde (ESP), Juan Fernández (ARG), Andrés Bartel (URU) |
| 2024. augusztus 2. 21:00 | Wembanyama 14                           | Pont      | Schröder, F. Wagner 26 | Stade Pierre-Mauroy, Lille Nézőszám: 26 860 Játékvezetők: Antonio Conde (ESP), Juan Fernández (ARG), Andrés Bartel (URU) |
| 2024. augusztus 2. 21:00 | Wembanyama 12                           | Lepattanó | Theis 8                | Stade Pierre-Mauroy, Lille Nézőszám: 26 860 Játékvezetők: Antonio Conde (ESP), Juan Fernández (ARG), Andrés Bartel (URU) |
| 2024. augusztus 2. 21:00 | Batum 3                                 | Gólpassz  | Schröder 9             | Stade Pierre-Mauroy, Lille Nézőszám: 26 860 Játékvezetők: Antonio Conde (ESP), Juan Fernández (ARG), Andrés Bartel (URU) |

### C csoport
| Hely. | Csapat                 | M | Gy | V | P+  | P–  | Pk  | P | Továbbjutás |
| ----- | ---------------------- | - | -- | - | --- | --- | --- | - | ----------- |
| 1.    | Egyesült Államok (USA) | 3 | 3  | 0 | 317 | 253 | +64 | 6 | Negyeddöntő |
| 2.    | Szerbia (SRB)          | 3 | 2  | 1 | 287 | 261 | +26 | 5 | Negyeddöntő |
| 3.    | Dél-Szudán (SSD)       | 3 | 1  | 2 | 261 | 278 | −17 | 4 |             |
| 4.    | Puerto Rico (PUR)      | 3 | 0  | 3 | 228 | 301 | −73 | 3 |             |

| 2024. július 28. 11:00 | Dél-Szudán (SSD)                         | 90–79     | Puerto Rico (PUR)    | Stade Pierre-Mauroy, Lille Nézőszám: 27 021 Játékvezetők: Ademir Zurapović (BIH), Takaki Kato (JPN), Martin Vulić (CRO) |
| 2024. július 28. 11:00 | (20–28, 28–26, 23–15, 19–10) Jegyzőkönyv |           |                      | Stade Pierre-Mauroy, Lille Nézőszám: 27 021 Játékvezetők: Ademir Zurapović (BIH), Takaki Kato (JPN), Martin Vulić (CRO) |
| 2024. július 28. 11:00 | Jones 19                                 | Pont      | Alvarado 26          | Stade Pierre-Mauroy, Lille Nézőszám: 27 021 Játékvezetők: Ademir Zurapović (BIH), Takaki Kato (JPN), Martin Vulić (CRO) |
| 2024. július 28. 11:00 | Gabriel 9                                | Lepattanó | Conditt IV, Romero 6 | Stade Pierre-Mauroy, Lille Nézőszám: 27 021 Játékvezetők: Ademir Zurapović (BIH), Takaki Kato (JPN), Martin Vulić (CRO) |
| 2024. július 28. 11:00 | Jones 6                                  | Gólpassz  | Alvarado 5           | Stade Pierre-Mauroy, Lille Nézőszám: 27 021 Játékvezetők: Ademir Zurapović (BIH), Takaki Kato (JPN), Martin Vulić (CRO) |

| 2024. július 28. 17:15 | Szerbia (SRB)                            | 84–110    | Egyesült Államok (USA) | Stade Pierre-Mauroy, Lille Nézőszám: 27 328 Játékvezetők: Yohan Rosso (FRA), Julio Anaya (PAN), Mārtiņš Kozlovskis (LAT) |
| 2024. július 28. 17:15 | (20–25, 29–33, 16–26, 19–26) Jegyzőkönyv |           |                        | Stade Pierre-Mauroy, Lille Nézőszám: 27 328 Játékvezetők: Yohan Rosso (FRA), Julio Anaya (PAN), Mārtiņš Kozlovskis (LAT) |
| 2024. július 28. 17:15 | Jokić 20                                 | Pont      | Durant 23              | Stade Pierre-Mauroy, Lille Nézőszám: 27 328 Játékvezetők: Yohan Rosso (FRA), Julio Anaya (PAN), Mārtiņš Kozlovskis (LAT) |
| 2024. július 28. 17:15 | Bogdanović 6                             | Lepattanó | Davis 8                | Stade Pierre-Mauroy, Lille Nézőszám: 27 328 Játékvezetők: Yohan Rosso (FRA), Julio Anaya (PAN), Mārtiņš Kozlovskis (LAT) |
| 2024. július 28. 17:15 | Jokić 8                                  | Gólpassz  | James 9                | Stade Pierre-Mauroy, Lille Nézőszám: 27 328 Játékvezetők: Yohan Rosso (FRA), Julio Anaya (PAN), Mārtiņš Kozlovskis (LAT) |

| 2024. július 31. 17:15 | Puerto Rico (PUR)                        | 66–107    | Szerbia (SRB) | Stade Pierre-Mauroy, Lille Nézőszám: 17 882 Játékvezetők: Julio Anaya (PAN), Juan Fernández (ARG), Boris Krejić (SLO) |
| 2024. július 31. 17:15 | (12–24, 23–28, 16–27, 15–28) Jegyzőkönyv |           |               | Stade Pierre-Mauroy, Lille Nézőszám: 17 882 Játékvezetők: Julio Anaya (PAN), Juan Fernández (ARG), Boris Krejić (SLO) |
| 2024. július 31. 17:15 | Ortiz 19                                 | Pont      | Petrušev 15   | Stade Pierre-Mauroy, Lille Nézőszám: 17 882 Játékvezetők: Julio Anaya (PAN), Juan Fernández (ARG), Boris Krejić (SLO) |
| 2024. július 31. 17:15 | Ortiz 6                                  | Lepattanó | Jokić 15      | Stade Pierre-Mauroy, Lille Nézőszám: 17 882 Játékvezetők: Julio Anaya (PAN), Juan Fernández (ARG), Boris Krejić (SLO) |
| 2024. július 31. 17:15 | Howard, Waters 3                         | Gólpassz  | Jokić 9       | Stade Pierre-Mauroy, Lille Nézőszám: 17 882 Játékvezetők: Julio Anaya (PAN), Juan Fernández (ARG), Boris Krejić (SLO) |

| 2024. július 31. 21:00 | Egyesült Államok (USA)                   | 103–86    | Dél-Szudán (SSD) | Stade Pierre-Mauroy, Lille Nézőszám: 27 056 Játékvezetők: Antonio Conde (ESP), Mārtiņš Kozlovskis (LAT), Takaki Kato (JPN) |
| 2024. július 31. 21:00 | (26–14, 29–22, 18–21, 30–29) Jegyzőkönyv |           |                  | Stade Pierre-Mauroy, Lille Nézőszám: 27 056 Játékvezetők: Antonio Conde (ESP), Mārtiņš Kozlovskis (LAT), Takaki Kato (JPN) |
| 2024. július 31. 21:00 | Adebayo 18                               | Pont      | Omot 24          | Stade Pierre-Mauroy, Lille Nézőszám: 27 056 Játékvezetők: Antonio Conde (ESP), Mārtiņš Kozlovskis (LAT), Takaki Kato (JPN) |
| 2024. július 31. 21:00 | három játékos 7                          | Lepattanó | Gabriel 10       | Stade Pierre-Mauroy, Lille Nézőszám: 27 056 Játékvezetők: Antonio Conde (ESP), Mārtiņš Kozlovskis (LAT), Takaki Kato (JPN) |
| 2024. július 31. 21:00 | Booker 6                                 | Gólpassz  | Jones 7          | Stade Pierre-Mauroy, Lille Nézőszám: 27 056 Játékvezetők: Antonio Conde (ESP), Mārtiņš Kozlovskis (LAT), Takaki Kato (JPN) |

| 2024. augusztus 3. 17:15 | Puerto Rico (PUR)            | 83–104    | Egyesült Államok (USA) | Stade Pierre-Mauroy, Lille Nézőszám: 27 244 Játékvezetők: Julio Anaya (PAN), Gatis Salins (LAT), Martin Vulic (CRO) |
| 2024. augusztus 3. 17:15 | (29–25, 16–39, 14–23, 24–17) |           |                        | Stade Pierre-Mauroy, Lille Nézőszám: 27 244 Játékvezetők: Julio Anaya (PAN), Gatis Salins (LAT), Martin Vulic (CRO) |
| 2024. augusztus 3. 17:15 | Alvarado 18                  | Pont      | Edwards 26             | Stade Pierre-Mauroy, Lille Nézőszám: 27 244 Játékvezetők: Julio Anaya (PAN), Gatis Salins (LAT), Martin Vulic (CRO) |
| 2024. augusztus 3. 17:15 | Romero 10                    | Lepattanó | Tatum 10               | Stade Pierre-Mauroy, Lille Nézőszám: 27 244 Játékvezetők: Julio Anaya (PAN), Gatis Salins (LAT), Martin Vulic (CRO) |
| 2024. augusztus 3. 17:15 | Conditt IV 5                 | Gólpassz  | James 8                | Stade Pierre-Mauroy, Lille Nézőszám: 27 244 Játékvezetők: Julio Anaya (PAN), Gatis Salins (LAT), Martin Vulic (CRO) |

| 2024. augusztus 3. 21:00 | Szerbia (SRB)                            | 96–85     | Dél-Szudán (SSD) | Stade Pierre-Mauroy, Lille Nézőszám: 20 916 Játékvezetők: Ademir Zurapović (BIH), Yohan Rosso (FRA), Juan Fernández (ARG) |
| 2024. augusztus 3. 21:00 | (23–22, 24–22, 25–23, 24–18) Jegyzőkönyv |           |                  | Stade Pierre-Mauroy, Lille Nézőszám: 20 916 Játékvezetők: Ademir Zurapović (BIH), Yohan Rosso (FRA), Juan Fernández (ARG) |
| 2024. augusztus 3. 21:00 | Bogdanović 30                            | Pont      | Jones, Shayok 17 | Stade Pierre-Mauroy, Lille Nézőszám: 20 916 Játékvezetők: Ademir Zurapović (BIH), Yohan Rosso (FRA), Juan Fernández (ARG) |
| 2024. augusztus 3. 21:00 | Jokić 13                                 | Lepattanó | Gabriel 8        | Stade Pierre-Mauroy, Lille Nézőszám: 20 916 Játékvezetők: Ademir Zurapović (BIH), Yohan Rosso (FRA), Juan Fernández (ARG) |
| 2024. augusztus 3. 21:00 | Bogdanović 8                             | Gólpassz  | Jones 10         | Stade Pierre-Mauroy, Lille Nézőszám: 20 916 Játékvezetők: Ademir Zurapović (BIH), Yohan Rosso (FRA), Juan Fernández (ARG) |

### Harmadik helyezett csapatok sorrendje
| Hely. | Csapat            | M | Gy | V | P+  | P–  | Pk | P | Továbbjutás |
| ----- | ----------------- | - | -- | - | --- | --- | -- | - | ----------- |
| 1.    | Görögország (GRE) | 3 | 1  | 2 | 233 | 241 | −8 | 4 | Negyeddöntő |
| 2.    | Brazília (BRA)    | 3 | 1  | 2 | 241 | 248 | −7 | 4 | Negyeddöntő |
| 3.    | Dél-Szudán (SSD)  | 2 | 1  | 1 | 176 | 182 | −6 | 3 |             |

## Egyenes kieséses szakasz
A negyeddöntő párosításait sorsolás döntötte el, melyet a csoportkör befejezése utána tartottak.
A csapatokat négy kalapba osztották:
- A D kalapba került a legjobb rangsorolású két csoportelső.
- Az E kalapba került a harmadik csoportelső és a legjobb csoportmásodik.
- Az F kalapa került a maradék két csoportmásodik.
- A G kalapba került a két továbbjutott csoportharmadik.

A sorsolás kritériumai:
- Egy D kalapos csapatot egy G kalapos csapattal, egy E kalapos csapatot egy F kalapos csapattal párosítottak.
- Az azonos csoportból érkezők nem játszhattak egymással a negyeddöntőben.
- A D kalapba sorolt csapatok nem találkozhattak egymással az elődöntőben.

### Rangsorolás
| Hely. | Csapat           | M | Gy | V | P+  | P–  | Pk  | P | Továbbjutás |
| ----- | ---------------- | - | -- | - | --- | --- | --- | - | ----------- |
| 1.    | Egyesült Államok | 3 | 3  | 0 | 317 | 253 | +64 | 6 | D kalap     |
| 2.    | Németország      | 3 | 3  | 0 | 268 | 221 | +47 | 6 | D kalap     |
|       |                  |   |    |   |     |     |     |   |             |
| 3.    | Kanada           | 3 | 3  | 0 | 267 | 247 | +20 | 6 | E kalap     |
| 4.    | Szerbia          | 3 | 2  | 1 | 287 | 261 | +26 | 5 | E kalap     |
|       |                  |   |    |   |     |     |     |   |             |
| 5.    | Franciaország    | 3 | 2  | 1 | 243 | 241 | +2  | 5 | F kalap     |
| 6.    | Ausztrália       | 3 | 1  | 2 | 246 | 250 | −4  | 4 | F kalap     |
|       |                  |   |    |   |     |     |     |   |             |
| 7.    | Brazília         | 3 | 1  | 2 | 241 | 248 | −7  | 4 | G kalap     |
| 8.    | Görögország      | 3 | 1  | 2 | 233 | 241 | −8  | 4 | G kalap     |

### Ágrajz
|  |                        |                        |                        |                        |    |                        |                        |                   |                   |               |               |       |       |
|  | Negyeddöntők           | Negyeddöntők           | Negyeddöntők           |                        |    | Elődöntők              | Elődöntők              | Elődöntők         |                   |               | Döntő         | Döntő | Döntő |
|  | Negyeddöntők           | Negyeddöntők           | Negyeddöntők           |                        |    | Elődöntők              | Elődöntők              | Elődöntők         |                   |               | Döntő         | Döntő | Döntő |
|  | augusztus 6.           |                        |                        |                        |    |                        |                        |                   |                   |               |               |       |       |
|  |                        |                        |                        |                        |    |                        |                        |                   |                   |               |               |       |       |
|  | Franciaország (FRA)    | Franciaország (FRA)    | 82                     |                        |    |                        |                        |                   |                   |               |               |       |       |
|  | Franciaország (FRA)    | Franciaország (FRA)    | 82                     | augusztus 8.           |    |                        |                        |                   |                   |               |               |       |       |
|  | Kanada (CAN)           | Kanada (CAN)           | 73                     |                        |    |                        |                        |                   |                   |               |               |       |       |
|  | Kanada (CAN)           | Kanada (CAN)           | 73                     |                        |    | Franciaország (FRA)    | Franciaország (FRA)    | 73                |                   |               |               |       |       |
|  | augusztus 6.           |                        |                        |                        |    | Franciaország (FRA)    | Franciaország (FRA)    | 73                |                   |               |               |       |       |
|  |                        |                        | Németország (GER)      | Németország (GER)      | 69 |                        |                        |                   |                   |               |               |       |       |
|  | Németország (GER)      | Németország (GER)      | Németország (GER)      | Németország (GER)      | 69 | 76                     |                        |                   |                   |               |               |       |       |
|  | Németország (GER)      | Németország (GER)      |                        |                        |    | 76                     | augusztus 10.          |                   |                   |               |               |       |       |
|  | Görögország (GRE)      | Görögország (GRE)      | 63                     |                        |    |                        |                        |                   |                   |               |               |       |       |
|  | Görögország (GRE)      | Görögország (GRE)      | 63                     |                        |    | Franciaország (FRA)    | Franciaország (FRA)    | 87                |                   |               |               |       |       |
|  | augusztus 6.           |                        |                        |                        |    | Franciaország (FRA)    | Franciaország (FRA)    | 87                |                   |               |               |       |       |
|  |                        |                        | Egyesült Államok (USA) | Egyesült Államok (USA) | 98 |                        |                        |                   |                   |               |               |       |       |
|  | Brazília (BRA)         | Brazília (BRA)         | Egyesült Államok (USA) | Egyesült Államok (USA) | 98 | 87                     |                        |                   |                   |               |               |       |       |
|  | Brazília (BRA)         | Brazília (BRA)         | augusztus 8.           |                        |    | 87                     |                        |                   |                   |               |               |       |       |
|  | Egyesült Államok (USA) | Egyesült Államok (USA) | 122                    |                        |    |                        |                        |                   |                   |               |               |       |       |
|  | Egyesült Államok (USA) | Egyesült Államok (USA) | 122                    |                        |    | Egyesült Államok (USA) | Egyesült Államok (USA) | 95                | Bronzmérkőzés     | Bronzmérkőzés | Bronzmérkőzés |       |       |
|  | augusztus 6.           |                        |                        |                        |    | Egyesült Államok (USA) | Egyesült Államok (USA) | 95                | Bronzmérkőzés     | Bronzmérkőzés | Bronzmérkőzés |       |       |
|  |                        |                        | Szerbia (SRB)          | Szerbia (SRB)          | 91 |                        |                        | augusztus 10.     | augusztus 10.     | augusztus 10. |               |       |       |
|  | Szerbia (SRB)          | Szerbia (SRB)          | Szerbia (SRB)          | Szerbia (SRB)          | 91 | 95                     |                        | augusztus 10.     | augusztus 10.     | augusztus 10. |               |       |       |
|  | Szerbia (SRB)          | Szerbia (SRB)          |                        |                        |    |                        |                        | Németország (GER) | Németország (GER) | 83            |               |       |       |
|  | Ausztrália (AUS)       | Ausztrália (AUS)       | 90                     |                        |    |                        |                        | Németország (GER) | Németország (GER) | 83            |               |       |       |
|  | Ausztrália (AUS)       | Ausztrália (AUS)       | 90                     |                        |    | Szerbia (SRB)          | Szerbia (SRB)          | 93                |                   |               |               |       |       |
|  |                        |                        |                        |                        |    | Szerbia (SRB)          | Szerbia (SRB)          | 93                |                   |               |               |       |       |

### Negyeddöntők
| 2024. augusztus 6. 11:00 | Németország (GER)                        | 76–63     | Görögország (GRE) | Accor Arena, Párizs Nézőszám: 12 288 Játékvezetők: Roberto Vázquez (PUR), Mārtiņš Kozlovskis (LAT), Johnny Batista (PUR) |
| 2024. augusztus 6. 11:00 | (11–21, 25–15, 23–16, 17–11) Jegyzőkönyv |           |                   | Accor Arena, Párizs Nézőszám: 12 288 Játékvezetők: Roberto Vázquez (PUR), Mārtiņš Kozlovskis (LAT), Johnny Batista (PUR) |
| 2024. augusztus 6. 11:00 | F. Wagner 18                             | Pont      | Antetokúnmpo 22   | Accor Arena, Párizs Nézőszám: 12 288 Játékvezetők: Roberto Vázquez (PUR), Mārtiņš Kozlovskis (LAT), Johnny Batista (PUR) |
| 2024. augusztus 6. 11:00 | Theis 8                                  | Lepattanó | Papanikolaou 8    | Accor Arena, Párizs Nézőszám: 12 288 Játékvezetők: Roberto Vázquez (PUR), Mārtiņš Kozlovskis (LAT), Johnny Batista (PUR) |
| 2024. augusztus 6. 11:00 | Schröder 8                               | Gólpassz  | Antetokúnmpo 3    | Accor Arena, Párizs Nézőszám: 12 288 Játékvezetők: Roberto Vázquez (PUR), Mārtiņš Kozlovskis (LAT), Johnny Batista (PUR) |

| 2024. augusztus 6. 14:30 | Szerbia (SRB)                                  | 95–90 (h. u.) | Ausztrália (AUS)  | Accor Arena, Párizs Nézőszám: 12 317 Játékvezetők: Yohan Rosso (FRA), Julio Anaya (PAN), Wojciech Liszka (POL) |
| 2024. augusztus 6. 14:30 | (17–31, 25–21, 25–11, 15–17, 13–8) Jegyzőkönyv |               |                   | Accor Arena, Párizs Nézőszám: 12 317 Játékvezetők: Yohan Rosso (FRA), Julio Anaya (PAN), Wojciech Liszka (POL) |
| 2024. augusztus 6. 14:30 | Jokić 21                                       | Pont          | Mills 26          | Accor Arena, Párizs Nézőszám: 12 317 Játékvezetők: Yohan Rosso (FRA), Julio Anaya (PAN), Wojciech Liszka (POL) |
| 2024. augusztus 6. 14:30 | Jokić 14                                       | Lepattanó     | Landale, Magnay 6 | Accor Arena, Párizs Nézőszám: 12 317 Játékvezetők: Yohan Rosso (FRA), Julio Anaya (PAN), Wojciech Liszka (POL) |
| 2024. augusztus 6. 14:30 | Jokić 8                                        | Gólpassz      | Exum 5            | Accor Arena, Párizs Nézőszám: 12 317 Játékvezetők: Yohan Rosso (FRA), Julio Anaya (PAN), Wojciech Liszka (POL) |

| 2024. augusztus 6. 18:00 | Franciaország (FRA)                      | 82–73     | Kanada (CAN)          | Accor Arena, Párizs Nézőszám: 12 258 Játékvezetők: Ademir Zurapović (BIH), Omar Bermúdez (MEX), Gatis Saliņš (LAT) |
| 2024. augusztus 6. 18:00 | (23–10, 22–19, 16–21, 21–23) Jegyzőkönyv |           |                       | Accor Arena, Párizs Nézőszám: 12 258 Játékvezetők: Ademir Zurapović (BIH), Omar Bermúdez (MEX), Gatis Saliņš (LAT) |
| 2024. augusztus 6. 18:00 | Yabusele 22                              | Pont      | Gilgeous-Alexander 27 | Accor Arena, Párizs Nézőszám: 12 258 Játékvezetők: Ademir Zurapović (BIH), Omar Bermúdez (MEX), Gatis Saliņš (LAT) |
| 2024. augusztus 6. 18:00 | Wembanyama 12                            | Lepattanó | Powell 9              | Accor Arena, Párizs Nézőszám: 12 258 Játékvezetők: Ademir Zurapović (BIH), Omar Bermúdez (MEX), Gatis Saliņš (LAT) |
| 2024. augusztus 6. 18:00 | Wembanyama 5                             | Gólpassz  | Gilgeous-Alexander 4  | Accor Arena, Párizs Nézőszám: 12 258 Játékvezetők: Ademir Zurapović (BIH), Omar Bermúdez (MEX), Gatis Saliņš (LAT) |

| 2024. augusztus 6. 21:30 | Brazília (BRA)                           | 87–122    | Egyesült Államok (USA) | Accor Arena, Párizs Nézőszám: 12 364 Játékvezetők: Antonio Conde (ESP), Luis Castillo (ESP), Yevgeniy Mikheyev (KAZ) |
| 2024. augusztus 6. 21:30 | (21–33, 15–30, 35–31, 16–28) Jegyzőkönyv |           |                        | Accor Arena, Párizs Nézőszám: 12 364 Játékvezetők: Antonio Conde (ESP), Luis Castillo (ESP), Yevgeniy Mikheyev (KAZ) |
| 2024. augusztus 6. 21:30 | Caboclo 30                               | Pont      | Booker 18              | Accor Arena, Párizs Nézőszám: 12 364 Játékvezetők: Antonio Conde (ESP), Luis Castillo (ESP), Yevgeniy Mikheyev (KAZ) |
| 2024. augusztus 6. 21:30 | Georginho 8                              | Lepattanó | Davis 8                | Accor Arena, Párizs Nézőszám: 12 364 Játékvezetők: Antonio Conde (ESP), Luis Castillo (ESP), Yevgeniy Mikheyev (KAZ) |
| 2024. augusztus 6. 21:30 | Meindl 7                                 | Gólpassz  | James 9                | Accor Arena, Párizs Nézőszám: 12 364 Játékvezetők: Antonio Conde (ESP), Luis Castillo (ESP), Yevgeniy Mikheyev (KAZ) |

### Elődöntők
| 2024. augusztus 8. 17:30 | Franciaország (FRA)                     | 73–69     | Németország (GER) | Accor Arena, Párizs Nézőszám: 12 454 Játékvezetők: Antonio Conde (ESP), Boris Krejić (SLO), Wojciech Liszka (POL) |
| 2024. augusztus 8. 17:30 | (18–25, 15–8, 23–17, 17–19) Jegyzőkönyv |           |                   | Accor Arena, Párizs Nézőszám: 12 454 Játékvezetők: Antonio Conde (ESP), Boris Krejić (SLO), Wojciech Liszka (POL) |
| 2024. augusztus 8. 17:30 | Yabusele 17                             | Pont      | Schröder 18       | Accor Arena, Párizs Nézőszám: 12 454 Játékvezetők: Antonio Conde (ESP), Boris Krejić (SLO), Wojciech Liszka (POL) |
| 2024. augusztus 8. 17:30 | három játékos 7                         | Lepattanó | Theis 11          | Accor Arena, Párizs Nézőszám: 12 454 Játékvezetők: Antonio Conde (ESP), Boris Krejić (SLO), Wojciech Liszka (POL) |
| 2024. augusztus 8. 17:30 | Wembanyama 4                            | Gólpassz  | Theis 6           | Accor Arena, Párizs Nézőszám: 12 454 Játékvezetők: Antonio Conde (ESP), Boris Krejić (SLO), Wojciech Liszka (POL) |

| 2024. augusztus 8. 21:00 | Egyesült Államok (USA)                   | 95–91     | Szerbia (SRB)   | Accor Arena, Párizs Nézőszám: 12 213 Játékvezetők: Ademir Zurapović (BIH), Julio Anaya (PAN), Mārtiņš Kozlovskis (LAT) |
| 2024. augusztus 8. 21:00 | (23–31, 20–23, 20–22, 32–15) Jegyzőkönyv |           |                 | Accor Arena, Párizs Nézőszám: 12 213 Játékvezetők: Ademir Zurapović (BIH), Julio Anaya (PAN), Mārtiņš Kozlovskis (LAT) |
| 2024. augusztus 8. 21:00 | Curry 36                                 | Pont      | Bogdanović 20   | Accor Arena, Párizs Nézőszám: 12 213 Játékvezetők: Ademir Zurapović (BIH), Julio Anaya (PAN), Mārtiņš Kozlovskis (LAT) |
| 2024. augusztus 8. 21:00 | James 12                                 | Lepattanó | három játékos 5 | Accor Arena, Párizs Nézőszám: 12 213 Játékvezetők: Ademir Zurapović (BIH), Julio Anaya (PAN), Mārtiņš Kozlovskis (LAT) |
| 2024. augusztus 8. 21:00 | James 10                                 | Gólpassz  | Jokić 11        | Accor Arena, Párizs Nézőszám: 12 213 Játékvezetők: Ademir Zurapović (BIH), Julio Anaya (PAN), Mārtiņš Kozlovskis (LAT) |

### Bronzmérkőzés
| 2024. augusztus 10. 11:30 | Németország (GER)                        | 83–93     | Szerbia (SRB)   | Accor Arena, Párizs Nézőszám: 12 406 Játékvezetők: Matthew Kallio (CAN), Yohan Rosso (FRA), Johnny Batista (PUR) |
| 2024. augusztus 10. 11:30 | (21–30, 17–16, 25–26, 20–21) Jegyzőkönyv |           |                 | Accor Arena, Párizs Nézőszám: 12 406 Játékvezetők: Matthew Kallio (CAN), Yohan Rosso (FRA), Johnny Batista (PUR) |
| 2024. augusztus 10. 11:30 | F. Wagner 18                             | Pont      | Jokić, Micić 19 | Accor Arena, Párizs Nézőszám: 12 406 Játékvezetők: Matthew Kallio (CAN), Yohan Rosso (FRA), Johnny Batista (PUR) |
| 2024. augusztus 10. 11:30 | F. Wagner 9                              | Lepattanó | Jokić 12        | Accor Arena, Párizs Nézőszám: 12 406 Játékvezetők: Matthew Kallio (CAN), Yohan Rosso (FRA), Johnny Batista (PUR) |
| 2024. augusztus 10. 11:30 | Schröder, Weiler-Babb 6                  | Gólpassz  | Jokić 11        | Accor Arena, Párizs Nézőszám: 12 406 Játékvezetők: Matthew Kallio (CAN), Yohan Rosso (FRA), Johnny Batista (PUR) |

### Döntő
| 2024. augusztus 10. 21:30 | Franciaország (FRA)                      | 87–98     | Egyesült Államok (USA) | Accor Arena, Párizs Nézőszám: 12 121 Játékvezetők: Antonio Conde (ESP), Julio Anaya (PAN), Wojciech Liszka (POL) |
| 2024. augusztus 10. 21:30 | (15–20, 26–29, 25–23, 21–26) Jegyzőkönyv |           |                        | Accor Arena, Párizs Nézőszám: 12 121 Játékvezetők: Antonio Conde (ESP), Julio Anaya (PAN), Wojciech Liszka (POL) |
| 2024. augusztus 10. 21:30 | Wembanyama 26                            | Pont      | Curry 24               | Accor Arena, Párizs Nézőszám: 12 121 Játékvezetők: Antonio Conde (ESP), Julio Anaya (PAN), Wojciech Liszka (POL) |
| 2024. augusztus 10. 21:30 | Batum 8                                  | Lepattanó | Davis 10               | Accor Arena, Párizs Nézőszám: 12 121 Játékvezetők: Antonio Conde (ESP), Julio Anaya (PAN), Wojciech Liszka (POL) |
| 2024. augusztus 10. 21:30 | Batum 4                                  | Gólpassz  | James 10               | Accor Arena, Párizs Nézőszám: 12 121 Játékvezetők: Antonio Conde (ESP), Julio Anaya (PAN), Wojciech Liszka (POL) |

## Díjak
| Legértékesebb játékos - LeBron James | All-Star csapat - Dennis Schröder - Stephen Curry - LeBron James - Victor Wembanyama - Nikola Jokić |

## Végeredmény
| Helyezés | Csapat                 |
| -------- | ---------------------- |
| Arany    | Egyesült Államok (USA) |
| Ezüst    | Franciaország (FRA)    |
| Bronz    | Szerbia (SRB)          |
| 4.       | Németország (GER)      |
| 5.       | Brazília (BRA)         |
| 6.       | Ausztrália (AUS)       |
| 7.       | Kanada (CAN)           |
| 8.       | Görögország (GRE)      |
| 9.       | Dél-Szudán (SSD)       |
| 10.      | Spanyolország (ESP)    |
| 11.      | Japán (JPN)            |
| 12.      | Puerto Rico (PUR)      |